# Supertaça Liga Futebol Amadora de 2018
A Supertaça Liga Futebol Amadora de 2018 foi a terceira edição do torneio anual timorense, que reúne os campeões das duas principais competições nacionais. Ela é organizada pela FFTL e pela Liga Futebol Amadora.

## Participantes
| Clube                  | Qualificação                            | Data da qualificação  | Participações | Melhor resultado    |
| ---------------------- | --------------------------------------- | --------------------- | ------------- | ------------------- |
| Boavista Futebol Clube | Campeão da Liga Futebol Amadora de 2018 | 22 de julho de 2018   | 1ª            | Estreante           |
| Atlético Ultramar      | Campeão da Taça 12 de Novembro de 2018  | 27 de outubro de 2018 | 2ª            | Vice-campeão (2017) |

## Partida Final
A partida final foi realizada no Estádio Nacional de Timor-Leste, na capital Díli.
| 25 de novembro de 2018 | Boavista FC                           | 2 - 0 | Atlético Ultramar | Estádio Municipal de Díli |
| 15:00 UTC+9            | Henrique da Cruz 18' · Edit Savio 24' |       |                   |                           |

### Premiação
| Supertaça Liga Futebol Amadora de 2018 |
| Timor-Leste                            |
| -------------------------------------- |
| Boavista FC Campeão (1º título)        |